# Viola Müller
Viola Müller (* 14. November 1990 in München) ist eine deutsche Schauspielerin, Hörbuch- und Synchronsprecherin.

## Leben
Nach Abschluss des Schauspielstudiums 2016 an der Anton Bruckner Privatuniversität in Linz arbeitete Viola Müller an verschiedenen Theatern (u. a. am Landestheater Linz und am Staatstheater Karlsruhe). Nebenbei war sie in verschiedenen Fernsehproduktionen zu sehen. Seit 2018 arbeitet sie ebenfalls als Sprecherin für Hörbücher, ist als OFF Stimme in verschiedenen Dokumentationen zu hören (Arte, ZDF, Terra X). Des Weiteren spricht sie Werbetexte und arbeitet als Synchronsprecherin.
2024 belegte sie Platz 9 als meistgehörte Sprecherin im Bereich Spannung in der Region Deutschland/Österreich/Schweiz.
Größere Bekanntheit erlangte sie auch durch die Vertonungen der Bücher von Ali Hazelwood.

## Hörbuch (Auswahl)
- 2021: Das Haus in der Half Moon Street von Alex Reeve, USM Audio, ISBN 978-3-8032-9269-8
- 2022: Der Mord in der Rose Street von Alex Reeve, USM Audio, ISBN 978-3-8032-9288-9
- 2022: Love Theoretically von Ali Hazelwood, ABOD Verlag, ISBN 978-3-98785-320-3
- 2022: Das irrationale Vorkommnis von Liebe von Ali Hazelwood, ABOD Verlag, ISBN 978-3-95471-932-7
- 2022: Wo unsere Herzen sich finden von Christine Bode, Der Hörverlag, ISBN 978-3-8445-4764-1
- 2023: Die Unnahnemlichkeiten von Liebe von Ali Hazelwood, ABOD Verlag, ISBN 978-3-98785-121-6
- 2023: Paris Hilton: Mein Leben – die Autobiographie von Paris Hilton, John Verlag, ISBN 978-3-96384-172-9
- 2023: Moonlight Sword 1: Klingenherz von Asuka Lionera, Silberfisch, ISBN 978-3-8449-3297-3
- 2023: Moonlight Sword 2: Schicksalskuss von Asuka Lionera, Silberfisch, ISBN 978-3-8449-3540-0
- 2023: Sorry. Ich habe es nur für dich getan von Bianca Iosivoni, Der Hörverlag, ISBN 978-3-8445-4938-6
- 2023: Lügen und Leidenschaft. Die Somerset Saga (3) von Emma Hunter, Der Hörverlag, ISBN 978-3-8445-4954-6
- 2023–2024: Storm und Partner Reihe 1-5 von Roxann Hill, Oetinger Audio, ISBN 978-3-8373-9553-2
- 2024: Goddess of Fury: Dein Herz so steinern von Teresa Sporrer, Silberfisch, ISBN 978-3-8449-3879-1
- 2024: Azurblau (Sommer in Südfrankreich) von Carina Schnell, Osterwold, ISBN 978-3-8449-3808-1

## Synchronisation (Auswahl)

### Filme
- 2019: Lala Kent (als Renee) in Trauma Center
- 2019: Betty Gilpin (als Jodi) in Take Care
- 2020: Lala Kent (als Eva Chalmers) in Hard Kill
- 2021: Lala Kent (als Billie Jean) in Out of Death
- 2022: Linnea Leino (als Emma) in Girl Picture
- 2023: Ritu Arya (als Lena Khan) in Polite Society
- 2024: Georgina Campbell (als Ciara) in They See You
- 2024: Jessica Williams (als Frankie) in Road House
- 2024: Misato Morita (als Kaori Makimura) in City Hunter
- 2024: Adria Arjona (als Sarah) in Blink Twice

### Serien
- 2021: Mona Goodwin (als Geri) in Sex Education
- 2021: Lindsey Shaw (als Kate Jacobs) in Lucifer
- 2021: Kimberley Drummond (als Emma) in American Horror Stories
- 2022: Mylène Dinh-Robic (als Sandra Morrow) in Three Pines
- 2023: Laura Rozalén (als Candela) in Sky High: Die Serie
- 2023: Emma Humpston (als Eleanor Bron) in Funny Woman
- seit 2024: Aoife Hinds (als Schwester Emeline) in Dune: Prophecy

## Filmografie
- 2018: Unzertrennlich nach Verona
- 2019: SOKO München
- 2020: SOKO Wismar
- 2020: Die Rastatter Prozesse
- 2021: Dahoam is Dahoam
- 2022: Familie Bundschuh
- 2022: Die Augenzeugen
- 2023: SOKO Wismar